# نوک‌شاخ پاپوایی
نوک‌شاخ پاپوایی  یا نوک‌شاخ بلایت (نام علمی: Rhyticeros plicatus) نام یک گونه از تیره نوک‌شاخ است.